# Giorgio Morini
Giorgio Morini (ur. 11 października 1947 w Carrarze) – włoski piłkarz i trener. Grał na pozycji pomocnika. Z A.C. Milan mistrz Włoch w sezonie 1978/79 oraz zdobywca pucharu Włoch w sezonie 1976/77. Podczas części sezonu 1996/97 także trener tego zespołu.

## Kariera
Morini rozpoczął karierę w sezonie 1967/68 w barwach Interu Mediolan, jednak nie rozegrał w barwach tego zespołu ani jednego meczu. W kolejnym sezonie przeszedł do Varese, gdzie grał przez 4 sezony.
W 1972 przeniósł się do AS Roma, gdzie występował przez 4 lata. W 1976 podpisał kontrakt z A.C. Milan, gdzie spędził kolejne 4 sezony, zdobywając z klubem mistrzostwo Włoch.
Pod koniec kariery piłkarskiej grał w Pro Patrii oraz w FC Chiasso. Zaprzestał gry w roku 1984.
Morini nie rozegrał ani jednego spotkania w reprezentacji Włoch.
Po zakończeniu kariery piłkarskiej Morini trenował zespoły juniorskie, w tym młodzieżowy zespół Milanu. W roku 1997 przez kilka spotkań prowadził pierwszą drużynę tego klubu.